# I. liga 1957-1958
L'edizione 1957/58 del campionato cecoslovacco di calcio vide la vittoria finale del Dukla Praga.
Capocannoniere del torneo fu Miroslav Wiecek del Baník Ostrava con 25 reti.

## Classifica finale
|    | Classifica             | G  | V  | N  | P  | GF | GS | DR  | Pti |
| -- | ---------------------- | -- | -- | -- | -- | -- | -- | --- | --- |
| 1  | Dukla Praga            | 33 | 16 | 8  | 9  | 60 | 38 | +22 | 40  |
| 2  | Spartak Praga Sokolovo | 33 | 17 | 6  | 10 | 63 | 43 | +20 | 40  |
| 3  | CH Bratislava          | 33 | 14 | 10 | 9  | 56 | 41 | +15 | 38  |
| 4  | Slovan Bratislava      | 33 | 15 | 7  | 11 | 58 | 45 | +13 | 37  |
| 5  | Dynamo Praga           | 33 | 14 | 8  | 11 | 56 | 50 | +6  | 36  |
| 6  | Tatran Prešov          | 33 | 14 | 6  | 13 | 44 | 49 | -5  | 34  |
| 7  | RH Brno                | 33 | 13 | 7  | 13 | 46 | 46 | 0   | 33  |
| 8  | Pardubice              | 33 | 13 | 7  | 13 | 58 | 73 | -15 | 33  |
| 9  | Spartak Trnava         | 33 | 10 | 11 | 12 | 45 | 49 | -4  | 31  |
| 10 | Baník Ostrava          | 33 | 10 | 8  | 15 | 58 | 63 | -5  | 28  |
| 11 | Spartak Hradec Králové | 33 | 9  | 7  | 17 | 52 | 76 | -24 | 25  |
| 12 | Baník Kladno           | 33 | 9  | 3  | 21 | 52 | 75 | -23 | 21  |

## Verdetti
- Dukla Praga campione di Cecoslovacchia 1957/58.
- Dukla Praga ammessa alla Coppa dei Campioni 1958-1959.
- Dynamo Praga, Tatran Prešov, RH Brno e Pardubice ammesse alla Coppa del Danubio 1958.
- Spartak Hradec Kralove e Banik Kladno retrocesse.